# Marmota menzbieri
Marmota menzbieri là một loài động vật có vú trong họ Sóc, bộ Gặm nhấm. Loài này được Kashkarov mô tả năm 1925.